# 게일 문자
게일 문자(아일랜드어: Cló Gaelach 클로 게라흐[kɫ̪oː ˈɡˠeːɫ̪əx], 스코틀랜드 게일어: corra-litir 코러 리흐티르[kʰɔrə lihtʲɪɾʲ], 영어: Gaelic script)는 고전 게일어를 표기할 때 사용되는 문자다. 라틴 문자의 변형인 도서 문자의 변형이다. 16세기부터 사용되기 시작하여 스코틀랜드에서는 18세기까지, 아일랜드에서는 20세기까지 사용되었지만 오늘날은 사용례가 극히 드물다.
라틴 문자의 26자에 더하여 양음 5자(Áá Éé Íí Óó Úú), 점자 9자(Ḃḃ Ċċ Ḋḋ Ḟḟ Ġġ Ṁṁ Ṗṗ Ṡṡ Ṫṫ), 토씨 1자(⁊) 총 41자로 이루어진다. 

## 예시
더블린식(Duibhlinn)

라틴 문자로 쓰면:
 Ċuaiġ bé ṁórṡáċ le dlúṫspád 
 fíorḟinn trí hata mo ḋea-ṗorcáin 
 ḃig. jkqvwxy ⁊ z ex 1234567890: 
 Duibhlinn an cló a úsáidtear anseo,
켈스식(Ceanannas)

라틴 문자로 쓰면:
 Ċuaiġ bé ṁórṡáċ le dlúṫspád 
 fíorḟinn trí hata mo ḋea-ṗorcáin 
 ḃig. jkqvwxy ⁊ z ex 1234567890: 
 Ceanannas an cló a úsáidtear anseo,

## 유니코드
|        | 0 | 1 | 2 | 3 | 4 | 5 | 6 | 7 | 8 | 9 | A | B | C | D | E | F |
| U+1D7x |   |   |   |   |   |   |   |   |   | ᵹ |   |   |   |   |   |   |
| U+204x |   |   |   |   |   |   |   |   |   |   | ⁊ |   |   |   |   |   |
| U+A77x |   |   |   |   |   |   |   |   |   | Ꝺ | ꝺ | Ꝼ | ꝼ | Ᵹ | Ꝿ | ꝿ |
| U+A78x |   |   | Ꞃ | ꞃ | Ꞅ | ꞅ | Ꞇ | ꞇ |   |   |   |   |   |   |   |   |

## 같이 보기
- 흑자체
- 프락투어
- 아일랜드어 철자법
- ISO/IEC 8859-14
- 오감 문자